# 提拉沙·波伊菲迈
提拉沙·波伊菲迈（2002年9月21日—），泰国足球运动员，司职前锋。現效力於泰超球会泰港，也代表泰国国家足球队。

## 荣誉

### 国家队
泰国U-23
- 東南亞足協U-23青年錦標賽亚军：2022
- 东南亚运动会银牌：2021